# Марк Папий Мутил
Марк Папий Мутил (на латински: Marcus Papius Mutilus) e политик на ранната Римска империя в началото на 1 век.

## Биография
Произлиза от фамилията Папии и самнитският вожд Гай Папий Мутил в Съюзническата война против Рим (90 до 88 пр.н.е.) е негов прародител.
През 9 г. той е суфектконсул заедно с Квинт Попей Секундус. Te създават брачния закон Lex Papia Poppaea, чиято цел е да се укрепи брачната институция.
След процеса против Либон Друз през 16 г., той изисква смъртният ден на осъдения да стане празник.